# Жанто (Швейцария)
Жанто — муниципалитет в кантоне Женевы Швейцарии. Первые упоминания о Жанто под названием Gentouz относятся примерно к 1301—1400 годам.

## География
По оценкам на 2009 год, площадь Жанто составляет 2,87 км², из неё 1,04 км² или 36,2 % — это земли сельскохозяйственного назначения и 0,23 км² или 8,0 % занято лесами. Остальная территория в 1,54 км² или 53,7 % заселена (занята строениями или дорогами).
В застроенной территории доля домов и зданий составляет 44,6 % и 7,3 % отдано под транспортную инфраструктуру. В лесных угодьях 5,2 % от общей площади земель занимают густые леса и 2,8 % покрыто садами или небольшими рощами. Из сельскохозяйственных земель 22,6 % территории используется для выращивания сельхозкультур, 10,1 % занимают пастбища, а 3,5 % используется под сады или выращивание бахчевых культур.
Муниципалитет расположен на правом берегу Женевского озера между Бюлевю и Версуа. Его составляют деревни Жанто, Маланьи и Крё-де-Жанто. Здесь же располагается яхт-клуб Creux-de-Genthod.
Административно муниципалитет состоит из деревень Pierre-Grise, Rennex, Genthod и Les Rousses.

## Население
По состоянию на август 2011 года население Жанто составляет 2786 человек. По оценкам 2008 года, 34,5 % жителей — это иностранцы. За последние 10 лет (период 1999—2009 годов) прирост населения составил 25,7 %. Сюда вошло 23,8 % иммигрантов и 2 % за счёт естественного прироста рождённых.
Большинство населения (по оценкам 2000 года) были франкоговорящими (1582 человека или 72,9 %), вторым по распространённости языком был английский (247 человек или 11,4 %) и на третьем месте немецкий (96 человек или 4,4 %). 58 человек также говорило на итальянском и 1 человек на романшском.
По состоянию на 2008 год гендерное распределение было следующим: 49,1 % мужчин и 50,9 % женщин. Из мужской части населения 837 (30,2 %) было швейцарцами и 525 (18,9 %) не-швейцарцами. Из женской части 921 женщина (33,2 %) было швейцарцев и 489 человек (17,6 %) не-швейцарцев. На 2000 год, из населения муниципалитета 273 человека или 12,6 % родились в Жанто и жили там. 605 человек или 27,9 % родились в этом же кантоне и 365 человек (16,8 %) родились в другом месте Швейцарии. Доля жителей, родившихся за пределами Швейцарии, составляла 779 человек или 35,9 %.
В 2008 году в швейцарских семьях муниципалитета родилось 15 детей и 12 у не-швейцарцев; за этот же период умерло 18 швейцарцев и 4 не-швейцарца. Таким образом, не принимая в расчёт иммигрантов и эмигрантов, швейцарское население муниципалитета уменьшилось на 3 человека, а иностранное увеличилось на 8. Было отмечено 13 швейцарских мужчин и 8 женщин, эмигрировавших из Швейцарии. В это же время было 41 мужчина и 27 женщин не-швейцарцев, иммигрировавших из другой страны в Швейцарию. Общее изменение численности населения в 2008 году, включая переместившихся через границы, увеличилось на 3 среди швейцарцев и увеличилось на 67 человек среди иностранцев. Это дало темп прироста населения в 2,7 %.
По состоянию на 2000 год возрастное распределение было следующим: дети и подростки в возрасте от 0 до 19 лет составляли 27 % населения, совершеннолетних в возрасте 20-64 лет было 61,3 % и пенсионеров в возрасте свыше 64 лет было 11,7 %.
На 2000 год 887 человек были одинокими и никогда не состояли в супружестве в этом муниципалитете. 1063 жили в супружестве, 108 были вдовами или вдовцами, 113 человек было в разводе.
На 2000 год соотношение людей к жилым комнатам составляло 0,52, это меньше чем в среднем по кантону (0,64). В данном случае комната определяется как пространство дома площадью не менее 4 м² в виде нормальной спальни, гостиной, зала, кухни, пригодных для проживания подвала или чердака. Около 59,8 % всех домохозяйств занимали их владельцы (другими словами, не выплачивающие плату за наём, хотя, возможно, они имеют ипотеку, арендные или иные соглашения).
По состоянию на 2000 год в муниципалитете было 736 частых домохозяйств, в среднем приходилось 2,7 человека на одно домохозяйство. 178 домохозяйств состояло из одного человека и в 75 домохозяйствах было с 5 или более людьми. Из всех 765 домохозяйств, ответивших на этот вопрос, 23,3 % были из одного человека и было 11 совершеннолетних, проживающих со своими родителями. Из остальных домохозяйств было 193 супружеских пары без детей, 306 супружеских пар с детьми, 43 одиночки с одним или несколькими детьми. Было 5 домохозяйств из не связанных между собой людей и 29 домохозяйств из людей, состоящих в каких-либо отношениях или объединённых другим видом ведения коллективного хозяйства.
В 2000 году было 498 домов с отдельными семьями (это 79,6 % от общего числа) из 626 заселённых строений. 63 строений (10,1 %) было с несколькими или множеством семей, а также 44 (7 %) многоцелевых строения с наиболее высокой плотностью семей и 21 здание (3,4 %) иного назначения (коммерческие или промышленные), где также кто-то жил. Из домой с отдельными семьями было 58, которые жили здесь до 1919 года и 78 жившие здесь между 1990 и 2000 годами. Наибольшее число домом с отдельными семьями (133) было в период между 1981 и 1990 годами.
В 2000 году в муниципалитете было 809 квартир. Большинство (183) было 5-комнатными. 15 квартир были однокомнатными и 457 квартир из 5 или больше комнат. Из этих квартир 714 (88,3 %) были постоянно заняты, 79 (9,8 %) были с сезонной занятостью и 16 (2 %) были свободными. По состоянию на 2009 год темп роста строительства был 0,4 новых единиц на 1000 жителей. В 2010 году в муниципалитете было пустых 1,15 %.

График прироста населения по годам таков:

## Объекты культурного наследия национального значения
Campagne Bonnet, Campagne du Creux-de-Genthod и the Campagne du Grand-Malagny внесены в перечень объектов культурного и национого достояния Швейцарии. Вся деревня Жанто является частью реестра мест наследия Швейцарии.

## Политика
На федеральных выборах 2007 года наибольшая часть людей проголосовала за Швейцарскую народную партию, которая набрала 21,71 % голосов. Следующими по популярности тремя партиями были Либеральная партия Швейцарии, набравшая 20,07 % голосов, Зелёная партия Швейцарии с 16,01 % и Социал-демократическая партия Швейцарии с 13,64 %. Всего в федеральных выборах в муниципалитете было собрано 734 голоса и процент явки избирателей составил 55,0 %.
В 2009 году на выборах совета кантона Женева было зарегистрировано 1322 избирателей, из которых 564 (42,7 %) проголосовало. Наиболее популярной партией на этих выборах по муниципалитету стала либеральная с 29,5 % голосов. По выборам по всему кантону она получила наибольшее число голосов. Второй по популярности партией была Зелёная партия Швейцарии с 14,1 %. Она также стала второй по всему кантону, а на третьем месте оказалось Движение жителей Женевы с 12,3 % голосов.
На выборах Conseil d’Etat 2009 года было зарегистрировано 1321 избирателей, из которых 670 (50,7 %) проголосовали.
В 2011 году во всех муниципалитетах прошли местные выборы. В Жанто было 17 мест в местный совет. Из 1614 зарегистрированных избирателей проголосовало 856 человек или 53,0 %. Из 856 бюллетеней 2 были пустыми, 2 с незасчитанными или нечитаемыми голосами и 85 голосов за имя, не числившееся в избирательном списке.

## Экономика
В 2010 году уровень безработицы в Жанто составлял 3,2 %. По состоянию на 2008 год 16 человек работало в первичном секторе экономики и у примерно четырёх бизнес принимал участие в этом секторе. 396 человек работало во вторичном секторе и у 12 бизнес принимал участие в этом секторе. 306 человек работало в третичном секторе с 49 бизнес-предприятиями в этом секторе. 1030 жителей муниципалитета работали в иных областях, из них 42,9 % работающих были женщины.
В 2008 году эквивалент рабочих с полной занятостью составлял 627. На первичный сектор приходилось 14, все из которых работали в сельском хозяйстве. Число рабочих мест во вторичном секторе было 376, из которых 357 или 94,9 % приходилось на изготовление и 19 (5,1 %) на строительство. Число рабочих мест в сфер услуг было 237. В третичном секторе 23 места или 9,7 % в сфере продаж или авторемонтном сервисе, 4 (или 1,7 %) при ходилось на перемещение или хранение товаров, 24 (или 10,1 %) были в отельном и ресторанном бизнесе, 4 (или 1,7 %) в информационной сфере, 1 место в страховании или финансировании, 38 (или 16,0 %) в сфере образования и 107 или 45,1 % в здравоохранении.
В 2000 году были 341 рабочий, заменившие в муниципалитете 890 ушедших рабочих. Муниципалитет является экспортёром рабочей силы с примерно 2,6 остающимися рабочими на каждого одного пришедшего. Около 12,6 % поступает в Жанто из-за пределов Швейцарии, в то время как местное население поставляет 0,1 % рабочих за пределы страны. Из трудоспособного населения 11,5 % чтобы добраться до работы пользуется общественным транспортом и 72,4 % используют личные автомашины.

## Религия
По переписи 2000 года, 706 человек или 32,5 % относили себя к римско-католической церкви, в то время как 542 человека или 25 % к Швейцарской реформистской церкви. Остальная часть населения распределилась: 31 человек (или 2,95 %) причислили себя к членам ортодоксальной христианской церкви, 6 человек (около 0,28 %) к христианской католической церкви и 64 человека (около 2,95 %) к другим направлениям христианства. 22 человека (около 1,01 %) назвались евреями и 82 (около 3,78 %) исповедующими ислам. 10 человек отнесли себя к индуистам и 8 человек к другим вероисповеданиям. 478 человек (22,02 % населения) назвались неверующими, агностиками или атеистами и 222 человека или около 10,23 % населения не ответили на этот вопрос.

## Образование
В Жанто 584 человека (или 26,9 %) не завершили обязательное среднее образование и 585 (или 26,9 %) получивших дополнительное высшее образование (в университете или в университете прикладных наук). Из этих 585 человек 35,6 % были швейцарцы мужчины и 25,8 % женщины; 22,7 % иностранцы мужчины и 15,9 % иностранки женщины.
В период 2009—2010 учебного года всего в школах Жанто обучалось 635 учеников. Образовательная система кантона Женева позволяет маленьким детям посещать 2 года учебные заведения без подготовительных групп в детских садах. В течение этого учебного года было 44 детей, учившихся в подготовительных группах в детских садах. Школьная система кантона предоставляет 2 необязательных года в подготовительной группе и требует, чтобы дети с 6 лет посещали начальную школу. Для некоторых более младших детей существуют специализированные классы. В Жанто было 84 ученика в подготовительных группах детского сада или в начальной школе и 21 ученик в специализированных классах для более младших. Вторичная школьная подготовка состоит из трёх последующих обязательных лет обучения в школе и затем 3-5 дополнительных лет для специализации. 84 ученика в Жанто обучались по неполному среднему образованию. 104 учащихся муниципалитета с полным средним образованием и 18 студентов, обучающихся по программе с профессиональным уклоном. Ещё 127 учащихся было в частной школе.
По состоянию на 2000 год, 138 учащихся в Жанто перешли из другого муниципалитета, в то время как 311 жителей обучалось за пределами муниципалитета.

## Персоналии
- Фатио, Гийом (1865—1958) — швейцарский историк, архитектор, мэр города с 1926 года .